# Pésaro
Pésaro es un municipio italiano y la ciudad capital de la provincia de Pésaro y Urbino, en la región de las Marcas. Según el censo de 2007, su población era de 92 206 habitantes. De cara al mar Adriático, es un importante centro turístico, gracias a sus playas, a sus monumentos, y al hecho de ser la patria del célebre compositor Gioachino Rossini y del general romano Cayo Suetonio Paulino.
Se encuentra a 37 kilómetros de Urbino. Pésaro es también llamada la ciudad de las cuatro "M": mar, montes, música y mayólicas. La primera "M" se refiere al mar Adriático, con sus playas de arenas muy apreciadas por turistas y residentes. La segunda "M" recuerda que Pesaro es abrazada de norte a sur por dos colinas de cara al mar, que garantizan un tiempo agradable durante todo el año; al norte "S. Bartolo" (que también es parque natural), y al sur la colina "Ardizio" que separa Pesaro de Fano (Fanum Fortunae). La tercera M  se refiere a la importancia de la música para la vida de la ciudad, como ciudad natal del compositor Gioachino Rossini, del que se puede visitar la casa-museo, el frecuentado conservatorio y el teatro que llevan su nombre: Anualmente aquí se lleva a cabo el Rossini Opera Festival (Festival de Ópera Rossini) al que concurren todos los apasionados de la música lírica del mundo. La cuarta "M", recuerda la antigua tradición de la mayólica, célebre en Italia.
En el curso de 2005 la ciudad fue premiada con la Bandera Azul y el presidente de la República Italiana Carlo Azeglio Ciampi otorgó a Pésaro la medalla de plata al valor civil.
La ciudad es sede del Victoria Libertas Pesaro, también conocido como Scavolini de Pésaro, que es uno de los clubes de baloncesto más prestigiosos de Italia. Igualmente posee un equipo de vóleibol femenino con el mismo nombre, que es también de los más prestigiosos en los años recientes en Italia llegando a ganar tres ligas italianas consecutivas (2008, 2009 y 2010) así como algunos trofeos en Europa.

## Historia
Pésaro (o mejor Pisaurum, en latín) fue fundada por los romanos en el año 184 a. C. como colonia en la tierra de los picenos o piceni, el pueblo que vivía en el territorio en la Edad de Hierro.
El 1 de julio de 2020 aumentó el territorio del municipio al incorporar como pedanía al hasta entonces municipio vecino de Monteciccardo.

## Evolución demográfica
| Gráfica de evolución demográfica de Pésaro entre 1861 y 2001 |
|                                                              |
| Fuente ISTAT - elaboración gráfica de Wikipedia              |

## Museos de la ciudad
- Los Museos Cívicos, en plaza Toschi-Mosca, comprenden la pinacoteca y el museo de las cerámicas. La pinacoteca conserva también el espléndido balón de Pésaro del Giambellino.
- Museo e la Biblioteca Oliveriani